# 9,3×62mm

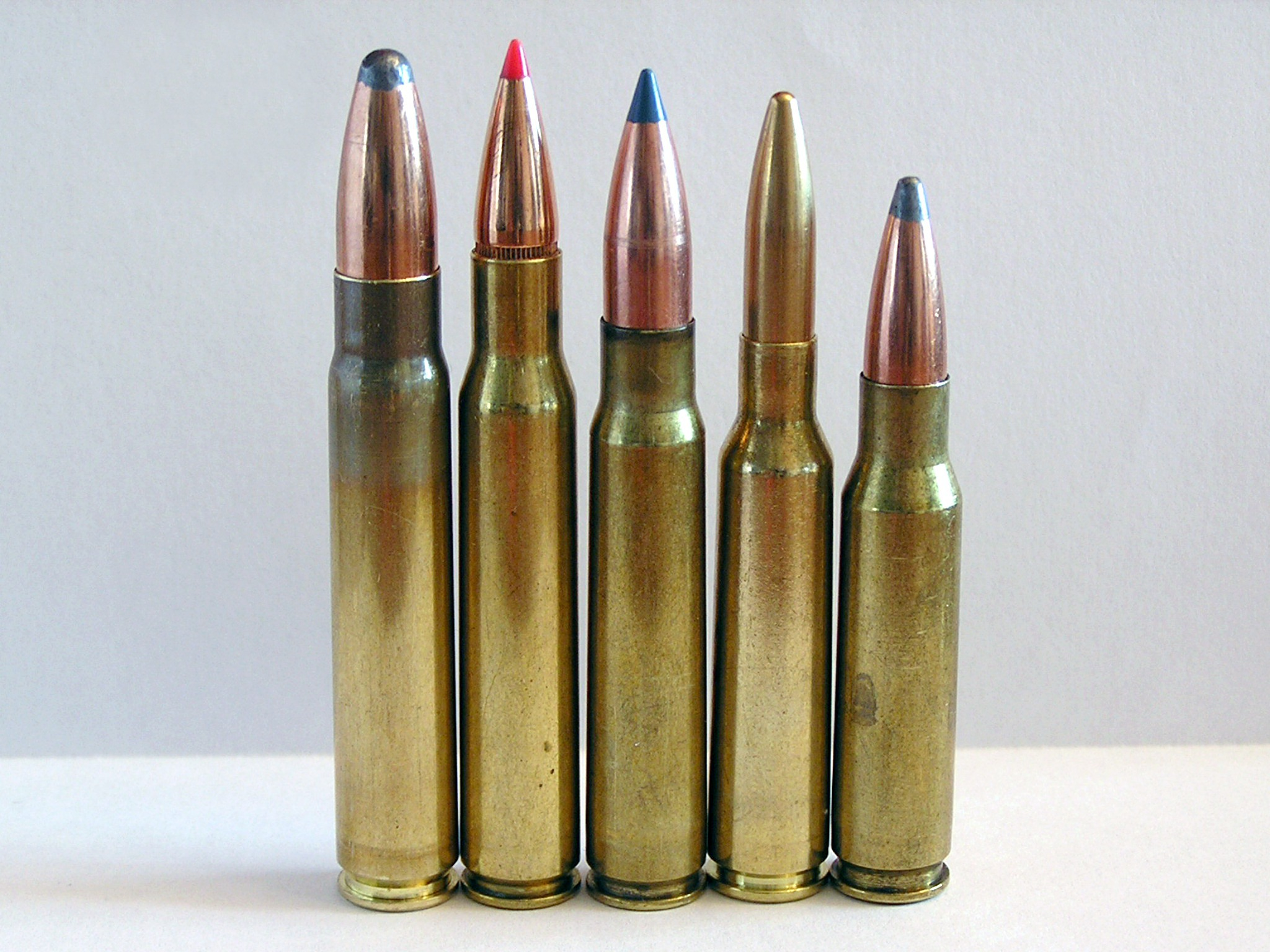
De izquierda a derecha: 9,3×62mm, .30-06 Springfield, 7,92×57mm Mauser, 6,5×55mm y .308 Winchester.

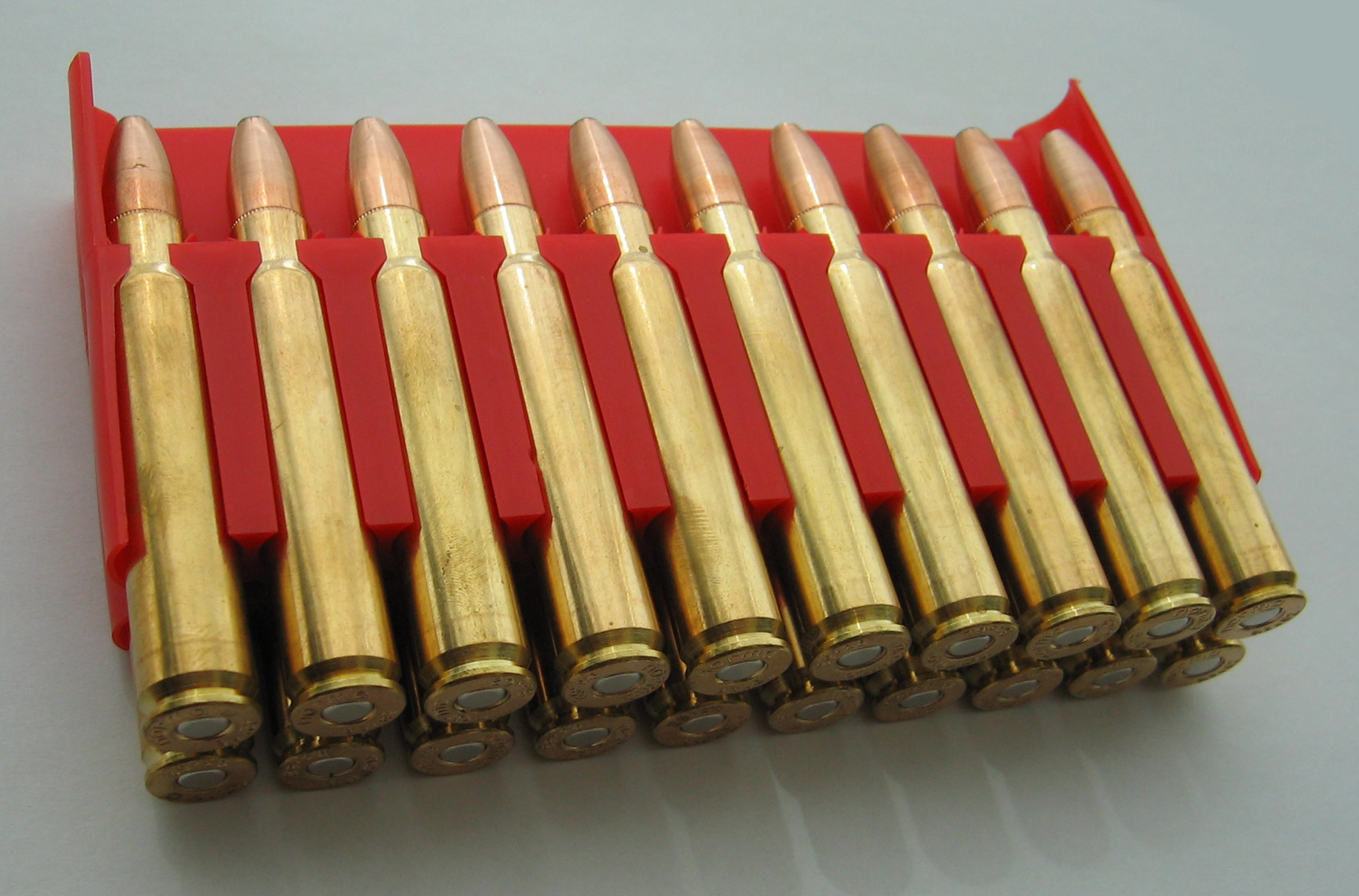
Norma Oryx Soft Point (Norma Precision AB, Suecia)

El 9,3×62mm (9,3×62mm Mauser) es un cartucho sin pestaña diseñado en 1905 por el armero alemán Otto Bock para la caza mayor en África, Asia, Europa y América, que logra una velocidad inicial de 720 m/s, con balas 18,5 g. El C.I.P. indica una presión mediana máxima de 390 MPa.
El 9,3×62mm fue diseñado para alimentar el Mauser 98 que usaban los cazadores europeos y colonizadores de África que a menudo escogían fusiles militares por su fiabilidad y bajo costo, pero los gobiernos coloniales en África, por temor a las rebeliones, a menudo prohibían fusiles y munición militar. Dado que el 9,3×62mm nunca fue un cartucho militar se volvió una opción popular. 
El 9,3×74mmR es una versión con anillo del cartucho que evolucionó del 9,3×72mmR de pólvora negra, siendo similar al 9,3×62mm, pero sin estar relacionados. El 9,3x74mmR es ligeramente más largo que el 9,3x62mm, permitiéndole ofrecer las mismas prestaciones a presiones más bajas. 

## Uso deportivo
El 9,3×62mm es considerado como una opción adecuada para la caza mayor de diferentes especies en África, tales como leones, leopardos, gemsboks, elands, y wildebeests. Muchos cazadores lo comparan con los .338 Winchester Magnum, 9,3×64 mm Brenneke y .375 H&H Magnum. En muchos países de África, el .375 es considerado el mínimo legal para la caza de especies peligrosas; sin embargo, se hace una excepción específicamente con el 9,3×62mm, que es de menor calibre, y que es también usado para los osos y jabalíes en Europa y Norteamérica.